# 大施內格洛克山
46°29′48″N 10°30′32″E / 46.496668°N 10.508999°E
大施內格洛克山（德語：Große Schneeglocke），是意大利的山峰，位於該國北部，處於博爾扎諾-南蒂羅爾自治省和倫巴第大區接壤的邊界，屬於奥特莱斯山的一部分，海拔高度3,425米，人類在1866年9月20日首次登頂。